# Confederación Aro
La Confederación Aro (1690-1902) fue una unión política realizada por el subgrupo igbo de los aros que tuvo la capital en Arochukwu, al sudeste del actual Nigeria, en Igboland. Se mantuvo durante los siglos XVIII y XIX e influenció el este del actual Nigeria y la zona del Delta del Níger. Su influencia se extendió por otras zonas de los actuales Camerún y Guinea Ecuatorial. El reino de Arochukwu fue un centro económico, político y religioso.
La Confederación Aro se vio implicada de manera activa en el comercio de esclavos.

## Inicios y expansión
A mediados del siglo XVIII hubo migraciones de familias de comerciantes aro hacia Igboland debido al aumento de la demanda de esclavos y de aceite de palma. Estas migraciones junto con sus alianzas con estados militarizados del río Cross establecieron la Confederación Aro como un poder económico regional.
La Confederación Aro empezó a hacer comercio de esclavos en Igboland y en las tierras de los ibibios. Los comerciantes aro emigraron por todo el sur de Nigeria y también por Camerún y Guinea Ecuatorial, donde fundaron numerosos asentamientos. Incluso se habla del monopolio del comercio de los aro.

## La era de la Confederación
Las actividades de los aro hicieron que las ciudades-estados del Delta del Níger crecieran y se convirtieran en centros importantes de exportación de aceite de palma y de esclavos. Algunas de estas ciudades eran Opobo, Ubani, Nembe y Calabar, entre otras. Los aro crearon una fuerte red de comercio y colonias e incorporó centenares de comunidades. Algunos de los reinos más poderosos de la Confederación eran el reino de Ajalli, el de Arondizougu, el de Ndikelionwu y el de Igbene. A principios del siglo XIX se expandieron las fronteras de la Confederación. El poder de la Confederación se basó mucho en su posición económica y religiosa.

## Declive
En la década del 1890  hubo fricciones entre la Confederación Aro y Royal Niger Company por el dominio económico de la zona y los británicos alegaron que los aro hacían sacrificios humanos para intervenir en la región. Los aro resistieron la penetración de los británicos en las tierras interiores por su influencia económica y religiosa. Los aro y sus aliados lanzaron ofensivas contra los aliados de los británicos en Igboland y en Ibibioland. En 1899, después de que fallaran las negociaciones, los británicos planearon la ocupación de la Confederación Aro. En 1901 aumentaron las tensiones. La ofensiva aro más importando anterior a la Guerra Anglo-Aro fue la invasión de Obegu, en Igboland, en la que destruyeron el gobierno de la ciudad y mataron a unas 400 personas. En noviembre de 1901 los británicos lanzaron la expedición aro (planeada por Sir Ralph Moore en septiembre de 1899) y el 28 de diciembre de 1901 ocuparon Arochukwu después de una fuerte resistencia de los aro. Los británicos tenían como aliados clanes igbos y ibibios y esclavos liberados. La guerra acabó en la primavera de 1902 con el colapso de la Confederación Aro.
Como resultado de la Guerra, la Confederación Aro cayó y perdió su dominio y poder. Muchas comunidades aros de igboland cayeron y los británicos pasaron a dominar la región. A pesar de que la mayoría de los aros estaban al actual Nigeria, la guerra también afectó las poblaciones de la cultura aro de las colonias europeas del cercando.

## Legado
Muchos miembros y líderes de la resistencia aro fueron arrestados y colgados. Mientras muchos de estos fueron muertos, los esclavos igbos y ibibios fueron liberados. La cultura Aro tardó en revivir, pero actualmente hay asociaciones aro que quieren preservar su historia y cultura, muchas de las cuales están centradas en el actual monarca.